# Dekret o ochronie Państwa
Dekret Polskiego Komitetu Wyzwolenia Narodowego z dnia 30 października 1944 r. o ochronie Państwa – akt prawny z okresu wczesnej "Polski Ludowej", będący uzupełnieniem Kodeksu karnego Wojska Polskiego z dnia 23 października 1944 r.
Służył on do zwalczania przeciwników władz. Przewidywał zasadniczo dwie kary: karę więzienia albo karę śmierci, i to za każde z przestępstw wymienionych w art. 1–11 (w tym m.in. za posiadanie broni lub radioodbiornika). Ogłoszony 30 października 1944 (Dz.U. z 1944 r. nr 10, poz. 50), wszedł w życie 3 listopada 1944 - ale obowiązywał od 15 sierpnia 1944 - co było rażącym działaniem prawa wstecz.
Obowiązywał do 16 listopada 1945 r., kiedy to został uchylony przez mały kodeks karny.